# ザ・ワールド・イズ・マイン
『ザ・ワールド・イズ・マイン』（The World Is Mine）は、新井英樹の漫画作品。週刊ヤングサンデーに1997年～2001年まで連載された。略称TWIM。
小学館から単行本全14巻（B6版）が発売されたが、すぐに絶版になった。2006年にエンターブレインから、ストーリー変更はないが大幅に加筆・修正・著者インタビューを追加した豪華版『真説 ザ・ワールド・イズ・マイン』全5巻（B6版）が出版された。この復刻版は発売3日目にして増刷り決定、2ヶ月で5刷という売れ行きを見せた。2010年3月にエンターブレインから、豪華版を元に本編内容のみを一部抜粋収録した廉価版（いわゆるコンビニ本）『ザ・ワールド・イズ・マイン』鬼神生誕編、世界崩壊編の全2巻（B6版）が発売された。

## 概要
「週刊ヤングサンデー」に同時期に連載された『殺し屋1』とともにカルト的な人気を持つ異色の漫画である。とくに理由もなく殺人を重ねる「モンちゃん」と「トシ」、正体不明の巨大生物「ヒグマドン」が起こす騒動に関わる人々の群像劇。作中ではインターネットが重要な役割を果たしたり、9.11以前に同時多発テロを描くなど、時代に先駆けた描写が多数存在する。
タイトルは映画『スカーフェイス』の劇中に登場する「The World is Yours（世界はあなたのもの）」の文字から引用された。
その過激な暴力描写とストーリー性から話題を呼び呉智英、岩井俊二、松尾スズキ、庵野秀明、宮崎哲弥、高橋源一郎、樋口真嗣といった著名人から絶賛された。

## あらすじ
東京都内各所で消火器爆弾を設置するモンちゃんとトシの二人組（通称トシモン）は、これといった理由もなく北海道を目指す。その道中、青森県で成り行きから連続爆破、警察署襲撃、殺人代行といった日本全土を震撼させる無差別テロを開始する。それは総理大臣までも舞台へと引きずり出す大きな勢いとなる。時期を同じくして、北海道から津軽海峡を渡ったといわれる謎の巨大生物、ヒグマドンが出現し、人々を惨殺しながら東北を南下していった。「鉄人」とも呼ばれる熊撃ちの老人と、新聞記者がそれを追いかける。そして遂に3つの点が秋田県大館市で遭遇する。ここで初めてヒグマドンの全貌が明かされ、物語はアメリカ大統領すら巻き込み、全世界レベルで進行していく。
大館市内を通り過ぎた後も南下を続けるヒグマドンは、自衛隊による捕獲が決定され、宮城県仙台市で捕獲の末仮死状態にされる。その後太平洋を海上輸送されたが途中で突如巨大化。そのスピードは止まることを知らず、水爆が撃ち込まれたことでようやく成長が止まった。
トシモンは大館市を脱出するが、モンちゃんが秋田市内で銃を乱射、警察と銃撃戦を繰り広げる。やがて秋田県内の山中へと逃走の末、トシだけが逮捕される。一方、モンちゃんは国内の支持者を使って関東同時多発テロを引き起こし、その後に海外に脱出して世界のテロリストのカリスマとなった。
こうして世界は殺伐としたまま、今までと変わらず続いていくと思われたが…。

## 登場人物
モンちゃん（モン）
正体不明の謎の男。本名不明。自分の過去を全く語ろうとせず、会話もごく簡単な言葉しか発しない。殴る・殺す・犯す・盗むといった、犯罪行為を平然と行なう。本名は物語の最後まで明らかにされる事は無く、トシが命名した『モン』が劇中での彼の仮の名前となっている（梶井基次郎の『檸檬』に因む）。
「命は平等に価値がない」と言い、特に理由もなく殺人を繰り返すが、青森西警察署から雪山に逃亡する最中にヒグマドンと遭遇。その圧倒的な巨体と暴力の前に、全身を引き裂かれて死亡するという幻覚を見て以降、殺人を含め他人を傷付ける事でその痛みが自分のものであるかの様に感じるようになる。「チカラ」そのものであったモンの弱体化は、彼に付き従っていたトシの精神を増長させ、今度は積極的にトシが殺人を犯し始める。その後、秋田県大館市でヒグマドンと再会。一度は自分を殺した存在に強く恐怖するが、飯島猛との僅かな邂逅を経て、呪縛を振り解き覚醒。大館の街を跡形も無く破壊する怪物に対して、拳のみで立ち向かう。
劇中終盤、星野の取材でモンの正体はネグレクトされた子供であり、それ故に両親や社会から学ぶ筈だった道徳・倫理や、神に対する感謝・畏敬を欠いたまま成長してしまった存在である事が明らかになる。
トシ
モンの相棒。本名は三隅俊也。彼と出逢う前までは、大阪の浪速台郵便局に勤務する大人しく真面目な青年であった。小中高と優秀な成績を修めていたにも関わらず、仕事にも私生活にも諦めたかの様に多くを望まない彼は、空虚な毎日を繰り返していた。しかしその一方で、人知れず消火器爆弾を作り続けていた。月に一度、爆弾を背負ったまま大阪の街をサイクリングする「檸檬の日」と、謎の人物「マリア」とのチャットを通して、次第に「チカラ」を行使したい欲求に駆られてゆく。
マリアに拒絶されたトシは、運命に惑う様にモンと出逢う。これまでの「チカラ」に憧れていた無味乾燥な日々は終わりを告げ、「チカラ」を意のままに行使できる日々が始まる。だが、それは自分の手で命を奪う事の無い、実感の薄いものであった。東京から北海道へ爆弾をセットする旅の中で、単なる追随者に過ぎなかった彼は、遂に自らの手で初めて殺人を犯す。そして、秋田県大館市花沢町のサカタ電気商会で自分の母親が「殺人鬼の母親」として糾弾され自殺した事を知ると、これまでのオドオドとした顔付きから激変。殺人鬼然とした顔付きへと変貌を遂げる。ヒグマドンとの邂逅によって赤子の様に弱体化したモンに代わり、残虐行為に手を染めていく。
「チカラさえあれば何をしても良い」という幻想を打ち砕くかの様に、自らが手に掛けてきた被害者の遺族によって、生きたまま全身をメッタ刺しにされ、果ては足を切断されるという凄惨な最期を迎える。
ヒグマドン
突如として日本に出現した、ヒグマに似た怪獣。北海道に落下した隕石と関係があるとされ、南下しながらトシモンと同時期に殺戮を開始する。当初は単なる大型の熊と思われていたため、マスメディアではトシモンの凶行の陰に隠れた扱いを受けていた。しかし、大館市での大殺戮・大破壊でその姿があらわになり、日本のみならず世界中を驚かせる。対峙したモンにすら恐怖を与え、彼の暴力行為を抑止するほどの迫力を持つ。自衛隊の攻撃により仙台市内で仮死状態にされ、捕獲されるが、太平洋上を輸送中に突如として巨大化する。
阿倍野マリア
秋田県の女子高生。実家は旅館であり、犯行が世間に発覚する前のトシモンが泊まりにやってきた。モンの瞳について「美しい」などの発言があり、恋愛感情に近い感情を持っている。モンに限らず、他者への強い救済願望がある。名前の由来はアヴェ・マリア。
由利勘平
第75代内閣総理大臣、通称「ユリカン」。特に目立たない政治家と思われていたが、警察署襲撃時のトシモンによる3つの要求に対して、テレビでの会見で驚くべき回答をして国民を驚かせる。その後のテレビ番組でも「ひとまず殺してみよう」「バカは罪だ」等、政治家らしからぬ過激な言動で話題を集めた。由利重工業会長である由利惣太の次男。マサチューセッツ工科大学卒。
塩見純一
青森県警捜査一課長。テレビの生中継のさなか、モンに警察署を襲撃される。その際、多数の死傷者が出たショックで現場を放棄する。その責任を取らされて警部補に降格、捜査一課長の任も解かれるが、薬師寺とともにトシモンを追跡する。
薬師寺喜治
警察庁キャリア官僚。「察庁の蒸気機関車」の異名を持つが、常に多量の唾を吹き出しながら大声でしゃべる事から「ヨダレ機関車」とも呼ばれている。塩見を引き連れ、トシモンを追跡する。
須賀原譲二
秋田県警本部長。非常災害対策本部の指揮官に任命される。潔癖症のため「G・C（ジョージ・クリーナー）」という渾名を付けられている。犯人逮捕・射殺のためなら人質の犠牲もやむなしとする冷酷な性格。秋田県内の山中でのトシ確保後、塩見との二人だけの会話において、当時の経過と彼の「ひとの生命観」の変更を聞かされ、のちの行動となる。
浜喜多初江
青森西署襲撃事件の際、モンに大量の武器弾薬を調達した老女。モンとの出会いは4年前の北海道であり、流氷の上に全裸で立つ彼を見た瞬間、恋に落ちたと語る。直後、性欲処理のはけ口にされるがそれを受け入れ、一時的にではあるが同居人の女性と三人で穏やかな時間を過ごしていた。
伊丹修造
日本を代表する「キング・オブ・ロック」。貧しい家庭の出から成り上がり、「Jumbo Itami」の名でビルボードチャート全米一位をも獲得した。TV特番でのユリカンとの激論をきっかけに親交が深まり、彼の公開ストリップの場に自身のライブ「ワールド・イズ・マイン・ツアー」の会場を提供する。
飯島猛
ヒグマドンを狙う老猟師。ヒグマドンに殺された娘の親から依頼を受け、その射殺を引き受ける。足跡を辿るうちにヒグマドンの正体を見抜く。大館市内にヒグマドンが出現した際は、片目を銃で撃ち抜くことに成功する。太平洋戦争で死地を生き抜いた猛者でもある。
星野隆之
ヒグマドンを取材する新聞記者。バツイチ。穏やかな人あたりとは裏腹に、取材相手や同僚の悪口を大量の性器の落書きと共に手帳に書き込む習慣を持つ陰湿な性格の持ち主。取材中に出会った飯島と同行する内に、彼の生き方に感化され始める。
ダグウッド・ヘイズ
アメリカ合衆国大統領。トシモンとヒグマドンの扱いを巡って、ユリカンと対立する。選挙演説中に妊娠中の妻が狙撃され流産し、そのショックで彼女が精神に異常をきたすようになったため、テロリストを嫌悪する。
坂本淳
陸上自衛隊東北方面総監部防衛課運用班長 。ヒグマドン偵察のため、秋田県に向かう。一見挫折や苦悩とは無縁の人物の様にも見えるが、世界各国のマスコミ関係者からインタビューを受けた際に発した下手糞な英会話は淳自身のみならず、ヒグマドン対策に追われる自衛官の心情を代弁することになる。

## 映像化
- 深作欣二による実写映画化の企画があったが、死去により立ち消えとなっている[1]。